# Caprice (film, 2015)
Pour les articles homonymes, voir Caprice.
Pour plus de détails, voir Fiche technique et Distribution.
Caprice est une comédie romantique française réalisée par Emmanuel Mouret et sortie en 2015.

## Synopsis
Instituteur et père divorcé, Clément est passionné par le théâtre. Admirateur d'Alicia, une célèbre comédienne, il croise lors de représentations Caprice, une jeune femme pleine de vivacité.
Alicia sollicite l'aide de Clément pour faire travailler son neveu, dont elle a provisoirement la charge. Les deux individus que beaucoup de choses séparent en apparence se rapprochent au point de vivre ensemble. Mais Caprice croise de nouveau la route de Clément, sous l’œil de son ami Thomas.

## Fiche technique
- Titre : Caprice
- Réalisation : Emmanuel Mouret
- Scénario : Emmanuel Mouret
- Photographie : Laurent Desmet
- Montage : Martial Salomon
- Musique : Giovanni Mirabassi
- Costume : Charlotte Vaysse
- Décors : David Faivre
- Producteur : Frédéric Niedermayer
- Production : Moby Dick Films, Arte France Cinéma et Orange Cinéma Séries, en association avec les SOFICA Cinémage 9 et Indéfilms 3
- Distribution : Pyramide Distribution, Kinology, K-Films Amérique (Québec)
- Pays d’origine :  France
- Genre : comédie romantique
- Durée : 100 minutes
- Dates de sortie :
  - Belgique : 27 février 2015 (FIFA de Mons)
  - France : 22 avril 2015
  - Québec : 12 juin 2015

## Distribution
- Emmanuel Mouret : Clément
- Virginie Efira : Alicia
- Anaïs Demoustier : Caprice
- Laurent Stocker : Thomas
- Botum Dupuis : Christie
- Mathilde Warnier : Virginie
- Michaël Cohen : le comédien
- Olivier Cruveiller : Maurice
- Thomas Blanchard : Jean
- Néo Rouleau : Jacky, le neveu d'Alicia
- Léo Lorléac'h : Victor, le fils de Clément
- Gabrielle Atger : Claire, l'ex-femme de Clément

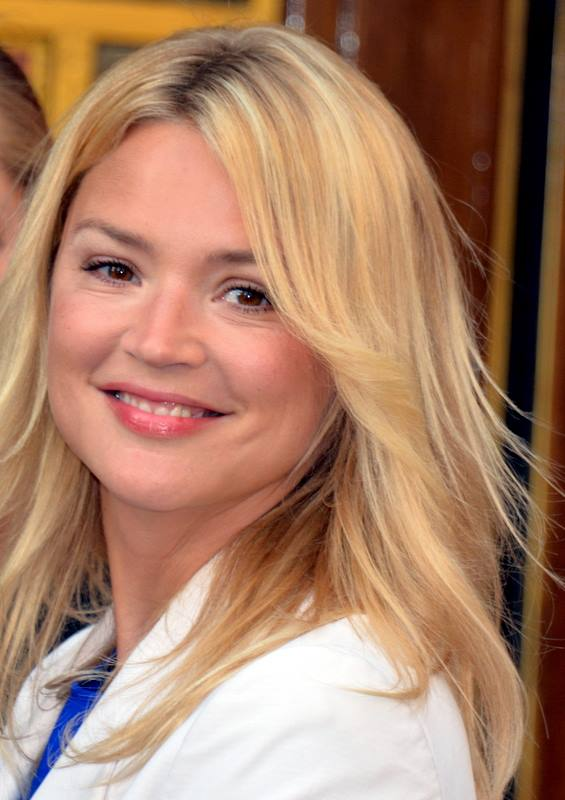
L'actrice Virginie Efira aux Molières 2014.

## Production

### Tournage
Le tournage s'est déroulé à Paris, notamment rue Champfleury dans le 7e arrondissement de Paris où se situe l'appartement d'Alicia ; la scène d'ouverture sur la section du viaduc des Arts de la coulée verte ; tandis que les scènes intérieures et extérieures au théâtre ont été réalisées au théâtre Édouard-VII et sur son parvis.

## Distinctions
- Festival du film de Cabourg 2015 : Swann d’Or du meilleur film

## Accueil

### Box-office
Le film a rassemblé environ 125 000 spectateurs en France.